# Nuoto ai campionati mondiali di nuoto 2022 - 100 metri dorso maschili
La gara di nuoto dei 100 metri dorso maschili dei campionati mondiali di nuoto 2022 è stata disputata il 19 e 20 giugno 2022 presso la Duna Aréna di Budapest. Vi hanno preso parte 49 atleti provenienti da 45 nazioni.
La competizione è stata vinta dal nuotatore italiano Thomas Ceccon, mentre l'argento e il bronzo sono andati rispettivamente agli statunitensi Ryan Murphy e Hunter Armstrong.

## Podio
| Posizione | Atleta           | Nazionalità |
| --------- | ---------------- | ----------- |
| Oro       | Thomas Ceccon    | Italia      |
| Argento   | Ryan Murphy      | Stati Uniti |
| Bronzo    | Hunter Armstrong | Stati Uniti |

## Programma
| Data           | Ora (UTC+2) | Turno      |
| -------------- | ----------- | ---------- |
| 19 giugno 2022 | 09:15       | Batterie   |
| 19 giugno 2022 | 18:18       | Semifinali |
| 20 giugno 2022 | 19:00       | Finale     |

## Record
Prima della competizione il record del mondo e il record dei campionati erano i seguenti:
| Record mondiale       | 51"85 | Ryan Murphy Stati Uniti | 13 agosto 2016 Rio de Janeiro, Brasile |
| Record dei campionati | 52"17 | Xu Jiayu Cina           | 22 luglio 2019 Gwangju, Corea del Sud  |

Durante la competizione è stato battuto il seguente record:
| Data      | Evento       | Atleta             | Nazione | Tempo | Record                | Nota  |
| --------- | ------------ | ------------------ | ------- | ----- | --------------------- | ----- |
| 19 giugno | Semifinale 2 | Apostolos Christou | Grecia  | 52"09 | Record dei campionati | [ 5 ] |
| 20 giugno | Finale       | Thomas Ceccon      | Italia  | 51"60 | Record mondiale       | [ 3 ] |

## Risultati

### Batterie
| Pos. | Batteria | Corsia | Atleta                    | Nazionalità                   | Tempo   | Note |
| ---- | -------- | ------ | ------------------------- | ----------------------------- | ------- | ---- |
| 1    | 5        | 4      | Hunter Armstrong          | Stati Uniti                   | 52"81   | Q    |
| 2    | 5        | 6      | Ryōsuke Irie              | Giappone                      | 53"16   | Q    |
| 3    | 6        | 3      | Apostolos Christou        | Grecia                        | 53"21   | Q    |
| 4    | 4        | 5      | Yohann Ndoye Brouard      | Francia                       | 53"22   | Q    |
| 5    | 6        | 2      | Ksawery Masiuk            | Polonia                       | 53"33   | Q,   |
| 6    | 6        | 4      | Ryan Murphy               | Stati Uniti                   | 53"42   | Q    |
| 7    | 6        | 5      | Xu Jiayu                  | Cina                          | 53"45   | Q    |
| 8    | 4        | 3      | Mewen Tomac               | Francia                       | 53"60   | Q    |
| 9    | 4        | 4      | Thomas Ceccon             | Italia                        | 53"70   | Q    |
| 10   | 5        | 3      | Hugo González de Oliveira | Spagna                        | 53"74   | Q    |
| 11   | 5        | 5      | Mitch Larkin              | Australia                     | 53"77   | Q    |
| 12   | 4        | 2      | Lee Ju-ho                 | Corea del Sud                 | 53"84   | Q    |
| 13   | 6        | 6      | Robert Glință             | Romania                       | 53"86   | Q    |
| 14   | 5        | 2      | Isaac Cooper              | Australia                     | 53"87   | Q    |
| 15   | 4        | 6      | Luke Greenbank            | Gran Bretagna                 | 53"97   | Q    |
| 16   | 5        | 7      | Ole Braunschweig          | Germania                      | 54"22   | Q    |
| 17   | 5        | 1      | Guilherme Dias            | Brasile                       | 54"26   |      |
| 18   | 6        | 7      | Andrew Jeffcoat           | Nuova Zelanda                 | 54"35   |      |
| 19   | 5        | 0      | Benedek Kovács            | Ungheria                      | 54"47   |      |
| 20   | 3        | 3      | Mohamed Elsayed           | Egitto                        | 54"67   |      |
| 21   | 4        | 8      | Oleksandr Zheltyakov      | Ucraina                       | 54"86   |      |
| 22   | 4        | 0      | Javier Acevedo            | Canada                        | 54"97   |      |
| 23   | 6        | 0      | Jan Čejka                 | Rep. Ceca                     | 55"22   |      |
| 24   | 4        | 1      | Michael Laitarovsky       | Israele                       | 55"25   |      |
| 25   | 3        | 7      | Ģirts Feldbergs           | Lettonia                      | 55"43   |      |
| 26   | 4        | 7      | Joe Litchfield            | Gran Bretagna                 | 55"52   |      |
| 27   | 3        | 9      | Chuang Mu-lun             | Taipei cinese                 | 55"57   |      |
| 28   | 3        | 5      | Ziyad Ahmed               | Sudan                         | 55"75   |      |
| 29   | 5        | 8      | Quah Zheng Wen            | Singapore                     | 55"76   |      |
| 30   | 4        | 9      | Armin Lelle               | Estonia                       | 55"82   |      |
| 31   | 6        | 9      | Omar Pinzón               | Colombia                      | 55"95   |      |
| 32   | 5        | 9      | Yeziel Morales            | Porto Rico                    | 56"52   |      |
| 33   | 3        | 8      | Max Mannes                | Lussemburgo                   | 56"90   |      |
| 34   | 3        | 4      | Charles Hockin            | Paraguay                      | 57"01   |      |
| 35   | 2        | 4      | Lau Shiu Yue              | Hong Kong                     | 57"06   |      |
| 36   | 3        | 0      | Farrel Tangkas            | Indonesia                     | 57"17   |      |
| 37   | 3        | 1      | Patrick Groters           | Aruba                         | 57"37   |      |
| 38   | 2        | 3      | Yazan Al-Bawwab           | Palestina                     | 59"31   |      |
| 39   | 2        | 5      | Bede Aitu                 | Isole Cook                    | 59"54   |      |
| 40   | 1        | 5      | Omar Al-Rowaila           | Brunei                        | 1'00"03 |      |
| 41   | 2        | 1      | Juhn Tenorio              | Isole Marianne Settentrionali | 1'00"93 |      |
| 42   | 1        | 3      | Mekhayl Engel             | Curaçao                       | 1'01"46 |      |
| 43   | 2        | 7      | Samiul Islam Rafi         | Bangladesh                    | 1'02"31 |      |
| 44   | 2        | 2      | Charles Bennici           | Cambogia                      | 1'02"57 |      |
| 45   | 1        | 4      | Benjamin Ko               | Guam                          | 1'02"66 |      |
| 46   | 2        | 6      | Dennis Mhini              | Tanzania                      | 1'04"71 |      |
| 47   | 2        | 0      | Mohamed Aan Hussain       | Maldive                       | 1'05"77 |      |
| 48   | 2        | 9      | Nasser Al-Kindi           | Oman                          | 1'06"02 |      |
| -    | 2        | 8      | Faizan Akbar              | Pakistan                      | -       | dns  |
| -    | 3        | 2      | Erikas Grigaitis          | Lituania                      | -       | dns  |
| -    | 6        | 8      | Roman Mityukov            | Svizzera                      | -       | dns  |
| -    | 6        | 1      | Bernhard Reitshammer      | Austria                       | -       | dns  |
| -    | 3        | 6      | Jack Kirby                | Barbados                      | -       | dq   |

### Semifinali
| Pos. | Semifinale | Corsia | Atleta                    | Nazionalità   | Tempo | Note |
| ---- | ---------- | ------ | ------------------------- | ------------- | ----- | ---- |
| 1    | 2          | 5      | Apostolos Christou        | Grecia        | 52"09 | Q,   |
| 2    | 2          | 2      | Thomas Ceccon             | Italia        | 52"12 | Q,   |
| 3    | 2          | 4      | Hunter Armstrong          | Stati Uniti   | 52"37 | Q    |
| 4    | 2          | 3      | Ksawery Masiuk            | Polonia       | 52"58 | Q,   |
| 5    | 1          | 5      | Yohann Ndoye Brouard      | Francia       | 52"72 | Q    |
| 6    | 1          | 3      | Ryan Murphy               | Stati Uniti   | 52"80 | Q    |
| 7    | 1          | 4      | Ryōsuke Irie              | Giappone      | 52"85 | Q    |
| 8    | 2          | 1      | Robert Glință             | Romania       | 53"00 | Q    |
| 9    | 1          | 6      | Mewen Tomac               | Francia       | 53"41 |      |
| 10   | 2          | 6      | Xu Jiayu                  | Cina          | 53"49 |      |
| 11   | 1          | 2      | Hugo González de Oliveira | Spagna        | 53"50 |      |
| 12   | 1          | 1      | Isaac Cooper              | Australia     | 53"55 |      |
| 13   | 2          | 7      | Mitch Larkin              | Australia     | 53"73 |      |
| 14   | 2          | 8      | Luke Greenbank            | Gran Bretagna | 53"99 |      |
| 15   | 1          | 7      | Lee Ju-ho                 | Corea del Sud | 54"07 |      |
| 16   | 1          | 8      | Ole Braunschweig          | Germania      | 54"18 |      |

### Finale
| Pos.    | Corsia | Atleta               | Nazionalità | Tempo | Note |
| ------- | ------ | -------------------- | ----------- | ----- | ---- |
| Oro     | 5      | Thomas Ceccon        | Italia      | 51"60 |      |
| Argento | 7      | Ryan Murphy          | Stati Uniti | 51"97 |      |
| Bronzo  | 3      | Hunter Armstrong     | Stati Uniti | 51"98 |      |
| 4       | 2      | Yohann Ndoye Brouard | Francia     | 52"50 |      |
| 5       | 4      | Apostolos Christou   | Grecia      | 52"57 |      |
| 6       | 6      | Ksawery Masiuk       | Polonia     | 52"75 |      |
| 7       | 1      | Ryōsuke Irie         | Giappone    | 52"83 |      |
| 8       | 8      | Robert Glință        | Romania     | 53"63 |      |